# Mike Rodgers
Mike Rodgers (St. Louis, 24 de abril de 1985) é um velocista norte-americano, especialista nos 60 m e 100 m rasos, campeão mundial de atletismo no revezamento 4x100 m em Doha 2019. Ele tem mais duas medalhas de prata em campeonatos mundiais de atletismo e foi campeão dos 100 m rasos nos Jogos Pan-americanos de Lima 2019.